# (327982) Balducci
(327982) Balducci est un astéroïde de la ceinture principale.

## Description
(327982) Balducci est un astéroïde de la ceinture principale. Il fut découvert le 9 mars 2007 à Vallemare Borbona par Vincenzo Silvano Casulli. Il présente une orbite caractérisée par un demi-grand axe de 3,00 UA, une excentricité de 0,10 et une inclinaison de 9,8° par rapport à l'écliptique.